# Asteliaphasma jucundum
Asteliaphasma jucundum är en insektsart som först beskrevs av John Tenison Salmon 1991.  Asteliaphasma jucundum ingår i släktet Asteliaphasma och familjen Diapheromeridae. Inga underarter finns listade.